# Rhacopilopsis guineensis
Rhacopilopsis guineensis là một loài Rêu trong họ Hypnaceae. Loài này được (Broth. & Paris) W.R. Buck miêu tả khoa học đầu tiên năm 1993.